# Bågskytte vid asiatiska spelen 2022
Bågskytte vid asiatiska spelen 2022 hölls i Fuyang Yinhu Sports Centre i Fuyang i Hangzhou i Kina mellan den 1 och 7 oktober 2023.

## Program
| R | Rankingomgång | U | Utslagningsomgångar | F | Finaler |

| Gren ↓ / Datum →                        | 1:a Sön | 2:a Mån | 3:e Tis | 4:e Ons | 4:e Ons | 5:e Tor | 5:e Tor | 6:e Fre | 6:e Fre | 7:e Lör |
| --------------------------------------- | ------- | ------- | ------- | ------- | ------- | ------- | ------- | ------- | ------- | ------- |
| Herrarnas individuella tävling recurve  | R       | U       | U       |         |         |         |         |         |         | F       |
| Herrarnas individuella tävling compound | R       | U       | U       |         |         |         |         |         |         | F       |
| Herrarnas lagtävling recurve            | R       | U       |         |         |         |         |         | U       | F       |         |
| Herrarnas lagtävling compound           | R       | U       |         |         |         | U       | F       |         |         |         |
| Damernas individuella tävling recurve   | R       | U       | U       |         |         |         |         |         |         | F       |
| Damernas individuella tävling compound  | R       | U       | U       |         |         |         |         |         |         | F       |
| Damernas lagtävling recurve             | R       | E       |         |         |         |         |         | U       | F       |         |
| Damernas lagtävling compound            | R       | E       |         |         |         | U       | F       |         |         |         |
| Mixad lagtävling recurve                | R       | E       |         | U       | F       |         |         |         |         |         |
| Mixad lagtävling compound               | R       | E       |         | U       | F       |         |         |         |         |         |

## Medaljörer

### Recurve
| Gren                           | Guld                                          | Silver                                            | Brons                                                                        |
| Herrarnas individuella tävling | Baatarkhuyagiin Otgonbold Mongoliet           | Qi Xiangshuo Kina                                 | Lee Woo-seok Sydkorea                                                        |
| Herrarnas lagtävling           | Sydkorea Oh Jin-hyek Lee Woo-seok Kim Je-deok | Indien Atanu Das Dhiraj Bommadevara Tushar Shelke | Indonesien Arif Dwi Pangestu Ahmad Khoirul Baasith Riau Ega Agata Salsabilla |
| Damernas individuella tävling  | Lim Si-hyeon Sydkorea                         | An San Sydkorea                                   | Li Jiaman Kina                                                               |
| Damernas lagtävling            | Sydkorea Lim Si-hyeon An San Choi Mi-sun      | Kina Hai Ligan Li Jiaman An Qixuan                | Indien Ankita Bhakat Simranjeet Kaur Bhajan Kaur                             |
| Mixad lagtävling               | Sydkorea Lim Si-hyeon Lee Woo-seok            | Japan Satsuki Noda Takaharu Furukawa              | Indonesien Diananda Choirunisa Riau Ega Agata Salsabilla                     |

### Compound
| Gren                           | Guld                                                                 | Silver                                                 | Brons                                                                          |
| Herrarnas individuella tävling | Ojas Pravin Deotale Indien                                           | Abhishek Verma Indien                                  | Yang Jae-won Sydkorea                                                          |
| Herrarnas lagtävling           | Indien Prathamesh Samadhan Jawkar Abhishek Verma Ojas Pravin Deotale | Sydkorea Joo Jae-hoon Yang Jae-won Kim Jong-ho         | Malaysia Mohamad Syafiq Md Ariffin Ariff Muhammad Ghazalli Mohd Juwaidi Mazuki |
| Damernas individuella tävling  | Jyothi Surekha Vennam Indien                                         | So Chae-won Sydkorea                                   | Aditi Swami Indien                                                             |
| Damernas lagtävling            | Indien Aditi Swami Jyothi Surekha Vennam Parneet Kaur                | Kinesiska Taipei Chen Yi-hsuan Huang I-Jou Wang Lu-Yun | Sydkorea So Chae-won Oh Yoohyun Cho Sua                                        |
| Mixad lagtävling               | Indien Jyothi Surekha Vennam Ojas Pravin Deotale                     | Sydkorea So Chae-won Joo Jae-hoon                      | Kinesiska Taipei Chen Yi-hsuan Chang Cheng-wei                                 |

## Medaljtabell
*   Värdland ( Kina)
| Nr                  | Nation              | Guld | Silver | Brons | Totalt |
| ------------------- | ------------------- | ---- | ------ | ----- | ------ |
| 1                   | Indien              | 5    | 2      | 2     | 9      |
| 2                   | Sydkorea            | 4    | 4      | 3     | 11     |
| 3                   | Mongoliet           | 1    | 0      | 0     | 1      |
| 4                   | Kina*               | 0    | 2      | 1     | 3      |
| 5                   | Kinesiska Taipei    | 0    | 1      | 1     | 2      |
| 6                   | Japan               | 0    | 1      | 0     | 1      |
| 7                   | Indonesien          | 0    | 0      | 2     | 2      |
| 8                   | Malaysia            | 0    | 0      | 1     | 1      |
| Totalt (8 nationer) | Totalt (8 nationer) | 10   | 10     | 10    | 30     |

## Deltagande nationer
33 nationer tävlade i bågskytte vid asiatiska spelen 2022:

- Bangladesh (16)
- Bhutan (7)
- Filippinerna (7)
- Förenade arabemiraten (6)
- Hongkong (16)
- Indien (16)
- Indonesien (16)
- Irak (2)
- Iran (10)
- Japan (6)
- Jemen (3)
- Jordanien (1)
- Kazakstan (16)
- Kina  (8)
- Kinesiska Taipei (16)
- Kirgizistan (2)
- Kuwait (9)
- Libanon (2)
- Malaysia (13)
- Mongoliet (15)
- Myanmar (2)
- Nepal (4)
- Nordkorea (6)
- Pakistan (4)
- Qatar (10)
- Saudiarabien (12)
- Singapore (5)
- Sri Lanka (3)
- Sydkorea (16)
- Tadzjikistan (4)
- Thailand (16)
- Uzbekistan (8)
- Vietnam (14)